# Луганська обласна бібліотека для юнацтва
Луганська обласна бібліотека для юнацтва — масова державна бібліотека для обслуговування юнацької категорії читачів Луганська та Луганської області. Заснована 1980 року. Є наймолодшою серед обласних бібліотек для юнацтва в Україні.

## Історія
Бібліотека заснована 1 грудня 1980 року наказом управління культури Ворошиловградської обласної ради народних депутатів.
Уже через два роки фонд бібліотеки нараховував 14 259 примірників, в тому числі 14 164 книг, 72 брошури, 14  журналів, 9 назв аудіовізуальних матеріалів. 
31 серпня 1984 року, напередодні Дня знань, бібліотека прийняла перших читачів. 1989 року почав функціонувати комп'ютерний зал. 2000 року бібліотека відсвяткувала своє 20-річчя, почала цілеспрямовану роботу з окремими категоріями читачів, а саме вихованцями школи-інтернату для дітей з обмеженими можливостями.
За останнє десятиріччя зусиллями працівників та самих користувачів вдалося суттєво вдосконалити структуру бібліотеки та систему її функціонування.

## Бібліотека сьогодні
Наразі бібліотека — провідний інформаційний та дозвіллєвий молодіжний центр області, який обслуговує щороку майже 16 тисяч користувачів. Має психологічну службу для підлітків, центр Інтернет-послуг для молоді і є базою для молодіжних клубів та об'єднань.
Послуги надають такі відділи обслуговування:
- Абонемент
- Читальна зала
- Відділ мистецтв
- Медіа-салон
- Інтернет-центр
- Зала інформаційно-бібліографічного сервісу
- Бібліо-інформ
- Бібліо-прес
- Бібліо-сервіс

Бібліотека поступово запроваджує програму психологічної підтримки молоді з обмеженими фізичними можливостями та дітей-сиріт. Володіє універсальним фондом навчальної та довідкової літератури, є визнаним методичним центром з питань правового, екологічного та патріотичного виховання молоді. Обслуговує користувачів віком від 14 до 35 років усіх категорій. Нерідко послугами бібліотеки користуються педагоги, вихователі та керівники молодіжних організацій. 
Незмінний директор бібліотеки — заслужений працівник України Аладжал'ян Світлана Олексіївна.

## Практична інформація
Адреса: м. Луганськ, вул. Шевченка, 4
Сайт: www.lyl.lg.ua 

Час роботи: пн-пт — 10.00-18.00,неділя — 9.00-17.00, субота — вихідний 